# Кринта-Скупова
Кри́нта-Ску́пова — гірський хребет в Українських Карпатах, у масиві Гринявські гори. Розташований у межах Верховинського району Івано-Франківської області. 
Максимальна висота — 1579,3 м. (гора Скупова). Простягається на 10 км. з північного заходу (від північно-західних відногів гори Кринта) на південний схід — до гори Скупова. Схили хребта круто спускаються на схід до річки Чорний Черемош, і на захід до приток Річки (права притока Чорного Черемошу). Схили вкриті лісами, вище — полонини. 

## Деякі вершини хребта
- Кринта
- Зміїнська
- Розтіцька
- Скупова